# ジム・ジョイス

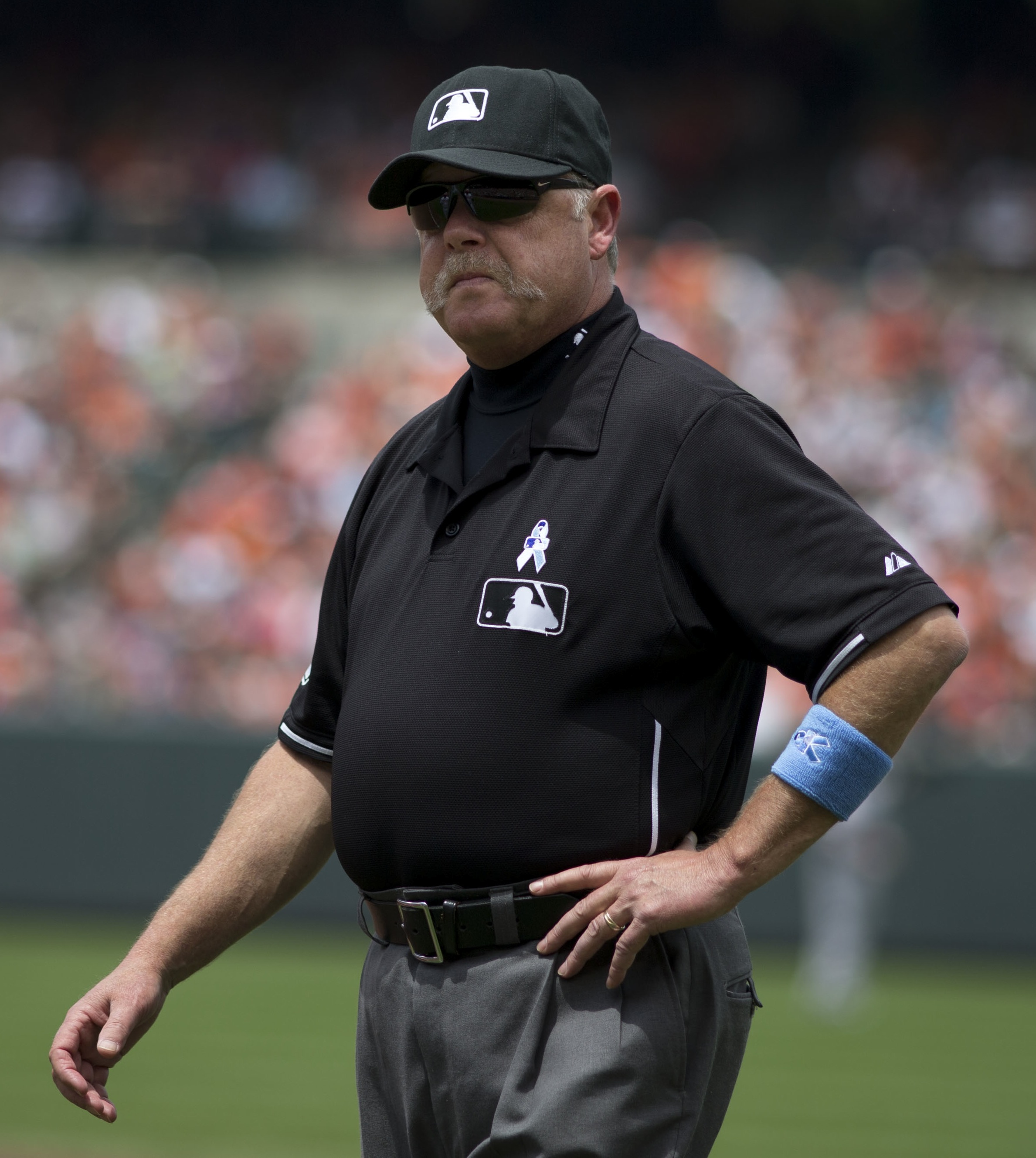
ジム・ジョイス

ジェームズ・アルフレド・"ジム"・ジョイス（James Alfred "Jim" Joyce III, 1955年10月3日 - ）は、アメリカ合衆国・オハイオ州トレド出身の野球審判員である。
審判番号は66。

## 経歴
1977年にボーリング・グリーン州立大学を卒業後、翌1978年にA級ミッドウエストリーグで審判員デビュー。そこから約10年間マイナーリーグで審判員を務め、1987年5月23日にメジャーデビュー。オールスター、ワールドシリーズでは2015年現在までにともに3度ずつ審判を務めている。塁審としてノーラン・ライアンが5,000奪三振を達成した試合やロビン・ヨーントが3,000本安打を達成した試合を見届けている。

## 幻の完全試合
2010年6月2日のデトロイト・タイガース対クリーブランド・インディアンス戦でタイガース先発のアーマンド・ガララーガはジョイスの誤審によって完全試合を逃している。9回裏2死走者無しで27人目の打者ジェイソン・ドナルドが打った一・二塁間へのゴロを一塁手のミゲル・カブレラが捕球してベースカバーのガララーガに送球した。タイミングはアウトであったが一塁塁審のジョイスはセーフと判定し、これにより、ガララーガは完全試合もノーヒットノーランも逃した。その後、1番打者のトレバー・クロウを三塁ゴロに打ち取り打者28人を内野安打1本に抑え3-0で完封勝利（メジャー昇格4年目で初完投・初完封勝利でもあった）を収めている。試合後、ビデオで確認したジョイスは誤審を認め謝罪、ガララーガは「誰しも完璧（パーフェクト）ではない」とコメントした。